# 中国人民解放军海军上将
中国人民解放军海军上将是目前中国人民解放军海军的最高军衔，历史上曾经是中国人民解放军海军的第二高军衔。根据现行的《中国人民解放军军官军衔条例》的规定，上将军衔授予总参谋长、总政治部主任，正大军区职的军官可以授予上将军衔。所以，海军上将军衔授予担任总参谋长或总政治部主任的海军军官，正大军区职的海军军官可以授予本军衔。由于中国人民解放军一直没有海军军官出任总参谋长或总政治部主任，所以海军上将是正大军区职海军军官可以被授予的军衔。

## 第一次设置
1955年，中国人民解放军首次实行军衔制，设立帅、将、校、尉、士、兵六等军衔，其中将官分为大将、上将、中将、少将。根据1955年实施和1963修订的《中国人民解放军军官服役条例》，对军衔进行分类，均设置海军上将。在1955年，只有海军舰艇等指挥岗位将官才能称之为海军上将，而海军海岸部队的上将则必须称呼为海岸上将，政治军官只能称呼上将，军需等军官则也不能称呼为海军上将，故在1955年至1963年期间，海军的军衔种类复杂。1963年，所有海军将官均可被称呼为海军上将。
1955年，海军无人获得元帅军衔（元帅为国家元帅，不可能授予海军），一人获得海军大将军衔，一人获得海军上将军衔（1963年改为两人，苏振华因为政治军官未于1955年获海军上将，于1963年改为海军上将）。故在1955年至1965年间，海军上将为中国人民解放军海军的第二高军衔。

## 第二次设置
1988年，第七届全国人大常委会决定，恢复中国人民解放军军衔制，不设元帅，设立一级上将、上将、中将、少将四级将官。海军上将继续成为中国人民解放军海军的第二高军衔，但是由于一级上将实际无人接收，1994年取消一级上将军衔，所以自1994年起，中国人民解放军海军上将成为中国人民解放军海军的最高军衔。

## 授予情况
自1955年以来，共有20人获得中国人民解放军海军上将军衔。除去1955年至1965年间的两人，1988年以后的海军上将军衔获得者一般都为海军司令员或海军政治委员。非海军主官成为海军上将的，有2000年晋升的周坤仁为总后勤部政治委员，2010年晋升的童世平为总政治部副主任兼中央軍委紀律檢查委員會書記，2011年晋升的副总参谋长孙建国，2019年晋升的南部战区司令员袁誉柏，也都属于大军区（战区）正职军官。
由于中国人民解放军一直遵循大陆军主义，在2000年以前，进入了总部的军官一律要改为陆军，所以一度出现海军出身的将领无法被授予海军上将军衔的情况，最典型的就是中国海军航母之父、中国人民解放军海军第三任司令员刘华清。刘华清从海军司令员升任中央军委副主席后，由于军委属于总部，所以改穿了陆军军服，1988年授衔时被授予上将军衔，并没有获得海军上将军衔。而2000年以后，这一情况得以好转，不再出现改穿陆军服的情况。